# نيكلاس هايدمان
نيكلاس هايدمان (بالألمانية: Niklas Heidemann)‏ هو لاعب كرة قدم ألماني في مركز الدفاع، ولد في 6 يناير 1995 في شفيرته في ألمانيا. لعب مع نادي دويسبورغ.

## وصلات خارجية
- نيكلاس هايدمان على موقع قاعدة بيانات كرة القدم.إي يو (الإنجليزية)
- نيكلاس هايدمان على موقع عالم كرة القدم.نت (الإنجليزية)